# Deepstep
Deepstep – miasto w Stanach Zjednoczonych, w stanie Georgia, w hrabstwie Washington.